# 다자이후시
다자이후시(일본어: 太宰府市)는 일본 후쿠오카현 중부에 있는 시이다. 전근대 일본에서 규슈 지방의 통치 조직인 다자이후(大宰府)를 이 지역에 설치하면서 급격히 발전하였다. 다자이후텐만구 등 사적이 많이 있어 2007년에는 701만 명의 관광객이 방문한 관광 도시이기도 하다.

## 지리
후쿠오카현 중부에 있고 후쿠오카시에서 남동쪽으로 약 16km 떨어져 있다. 북부에는 시오지산(四王寺山), 동부에는 호만산(宝満山), 서남부에는 덴파이산(天拝山)이 있고, 중앙부에는 미카사강(御笠川)이 횡단해 흐르고 있다. 중앙부에는 중심 시가지가 발달해 있고 다자이후(大宰府)와 관련된 수많은 사적·명소가 존재한다. 서부, 남부는 후쿠오카 도시권의 주택 지역으로 주택 개발이 진행되고 있다.
또 다자이후시에는 대학, 단과대학, 고등학교 등 학교가 많다. 학교 수는 현내에서도 기타큐슈시 오리오 지구와 비슷한 수준이며 학생의 거리로 유명하다. 교육 시설이 집중된 것은 다자이후시 다자이후텐만구에 모셔진 스가와라 미치자네(菅原道真)가 "학문의 신"으로 숭배되고 있다는 이유와 관련이 있다.

## 역사
663년 백강 전투 때 규슈 지방의 방위를 위해 다자이후(大宰府)를 내륙(현재의 다자이후 유적)으로 옮겼다고 추정된다. 다자이후는 과거 한국과 중국의 외교 사신을 영접했던 곳이다. 외국인 사신의 영접관인 고로칸도 이때 세워졌다. 나라 시대에서 헤이안 시대 그리고 가마쿠라 시대까지 다자이후는 일본의 군사, 행정 중심지였다. 헤이안 시대에 다자이후는 고위 관리의 유배지이기도 하였다. 이곳에 유배된 고관 중에는 스가와라 미치자네도 있었는데 그의 무덤에 다자이후텐만구를 세웠다.
- 1881년 3월 17일 - 미카사군 사이후촌이 다자이후촌으로 개칭하였다.
- 1889년 4월 1일 - 정촌제 시행으로 미카사군 다자이후촌, 미즈키촌이 성립하였다.
- 1892년 9월 13일 - 정으로 승격해 다자이후정이 되었다.
- 1896년 4월 1일 - 나카군·무시로다군·미카사군이 통합해 지쿠시군이 되었다.
- 1955년 3월 1일 - 지쿠시군 미즈키촌과 대등 합병해 새로운 다자이후정이 되었다.
- 1982년 4월 1일 - 시로 승격해 다자이후시가 되었다.

## 교통

### 항공
- 후쿠오카 공항이 가장 가까운 공항이다.

### 철도
- 규슈 여객철도
  - 가고시마 본선

- 서일본 철도
  - 덴진오무타선
  - 다자이후선

### 도로
- 규슈 자동차도
- 후쿠오카 고속도로
- 국도 3호선

### 정기 관광버스
후쿠오카시의 하카타역 교통센터와 니시테쓰 버스 센터에서 1일 2회에 한하여 니시테쓰 덴진 정기 관광버스(다자이후 반나절 코스)가 별도로 출발하고 있다.

## 관광

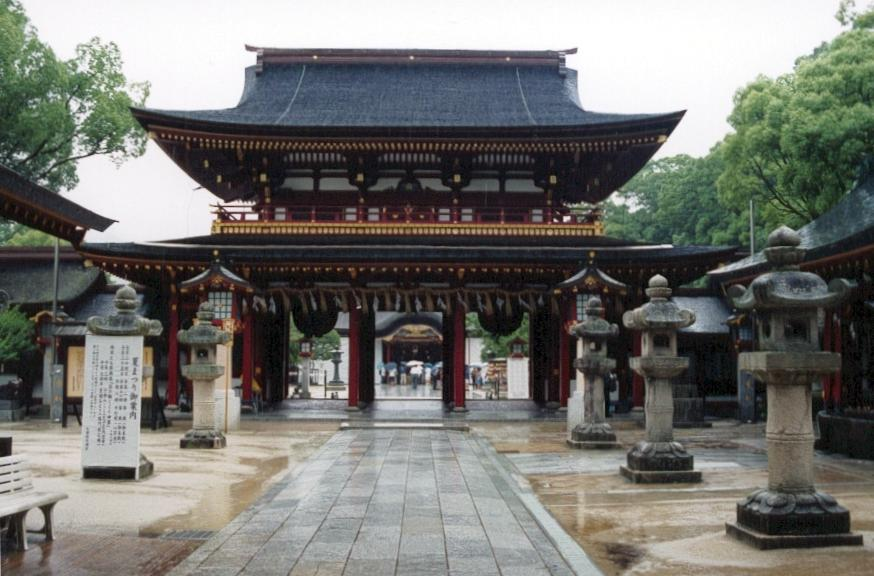
다자이후텐만구

- 다자이후텐만구(太宰府天満宮)
- 규슈 국립박물관(九州国立博物館)
- 규슈 역사자료관(九州歴史資料館)

## 인구
| 연도 | 인구   | ±%     |
| ---- | ------ | ------ |
| 1920 | 7,190  | —      |
| 1925 | 7,747  | +7.7%  |
| 1930 | 8,138  | +5.0%  |
| 1935 | 8,118  | −0.2%  |
| 1940 | 8,486  | +4.5%  |
| 1945 | 11,532 | +35.9% |
| 1950 | 11,972 | +3.8%  |
| 1955 | 13,264 | +10.8% |
| 1960 | 13,913 | +4.9%  |
| 1965 | 18,452 | +32.6% |
| 1970 | 26,155 | +41.7% |

| 연도 | 인구   | ±%     |
| ---- | ------ | ------ |
| 1975 | 36,553 | +39.8% |
| 1980 | 50,273 | +37.5% |
| 1985 | 57,737 | +14.8% |
| 1990 | 62,402 | +8.1%  |
| 1995 | 64,913 | +4.0%  |
| 2000 | 66,099 | +1.8%  |
| 2005 | 67,087 | +1.5%  |
| 2010 | 70,490 | +5.1%  |
| 2015 | 72,168 | +2.4%  |
| 2020 | 73,164 | +1.4%  |

## 기후
| 다자이후시의 기후                                            | 다자이후시의 기후 | 다자이후시의 기후 | 다자이후시의 기후 | 다자이후시의 기후 | 다자이후시의 기후 | 다자이후시의 기후 | 다자이후시의 기후 | 다자이후시의 기후 | 다자이후시의 기후 | 다자이후시의 기후 | 다자이후시의 기후 | 다자이후시의 기후 | 다자이후시의 기후 |
| 월                                                           | 1월               | 2월               | 3월               | 4월               | 5월               | 6월               | 7월               | 8월               | 9월               | 10월              | 11월              | 12월              | 연간              |
| ------------------------------------------------------------ | ----------------- | ----------------- | ----------------- | ----------------- | ----------------- | ----------------- | ----------------- | ----------------- | ----------------- | ----------------- | ----------------- | ----------------- | ----------------- |
| 역대 최고 기온 °C (°F)                                       | 19.6 (67.3)       | 23.1 (73.6)       | 25.4 (77.7)       | 30.3 (86.5)       | 33.9 (93.0)       | 37.7 (99.9)       | 38.6 (101.5)      | 38.6 (101.5)      | 36.5 (97.7)       | 33.3 (91.9)       | 26.8 (80.2)       | 24.9 (76.8)       | 38.6 (101.5)      |
| 일평균 최고 기온 °C (°F)                                     | 9.7 (49.5)        | 11.1 (52.0)       | 14.7 (58.5)       | 20.0 (68.0)       | 24.9 (76.8)       | 27.6 (81.7)       | 31.2 (88.2)       | 32.5 (90.5)       | 28.7 (83.7)       | 23.7 (74.7)       | 17.8 (64.0)       | 12.0 (53.6)       | 21.2 (70.1)       |
| 일일 평균 기온 °C (°F)                                       | 5.6 (42.1)        | 6.6 (43.9)        | 9.8 (49.6)        | 14.6 (58.3)       | 19.4 (66.9)       | 23.0 (73.4)       | 26.8 (80.2)       | 27.7 (81.9)       | 23.9 (75.0)       | 18.4 (65.1)       | 12.8 (55.0)       | 7.6 (45.7)        | 16.4 (61.4)       |
| 일평균 최저 기온 °C (°F)                                     | 1.9 (35.4)        | 2.4 (36.3)        | 5.2 (41.4)        | 9.7 (49.5)        | 14.5 (58.1)       | 19.3 (66.7)       | 23.6 (74.5)       | 24.2 (75.6)       | 20.0 (68.0)       | 13.9 (57.0)       | 8.4 (47.1)        | 3.6 (38.5)        | 12.2 (54.0)       |
| 역대 최저 기온 °C (°F)                                       | −5.6 (21.9)       | −5.3 (22.5)       | −4.0 (24.8)       | −0.7 (30.7)       | 5.1 (41.2)        | 7.7 (45.9)        | 16.0 (60.8)       | 16.9 (62.4)       | 8.1 (46.6)        | 2.0 (35.6)        | −0.5 (31.1)       | −3.2 (26.2)       | −5.6 (21.9)       |
| 평균 강수량 mm (인치)                                        | 69.9 (2.75)       | 74.3 (2.93)       | 113.6 (4.47)      | 134.8 (5.31)      | 145.8 (5.74)      | 282.2 (11.11)     | 359.0 (14.13)     | 237.0 (9.33)      | 183.9 (7.24)      | 96.9 (3.81)       | 86.1 (3.39)       | 68.6 (2.70)       | 1,851.9 (72.91)   |
| 평균 강수일수 (≥ 1.0 mm)                                     | 9.4               | 9.2               | 10.8              | 10.2              | 9.1               | 12.6              | 12.8              | 10.9              | 10.3              | 7.2               | 8.7               | 9.0               | 120.2             |
| 평균 월간 일조시간                                           | 105.0             | 118.8             | 155.1             | 179.5             | 190.9             | 122.8             | 141.4             | 174.2             | 151.8             | 168.9             | 136.9             | 107.1             | 1,752.3           |
| 출처: 일본 기상청 (평년값: 1991년~2020년, 극값: 1977년~현재) |                   |                   |                   |                   |                   |                   |                   |                   |                   |                   |                   |                   |                   |

## 자매 도시
- 일본 오이타현 나카쓰시(1992년 9월 26일)
- 일본 나라현 나라시(2002년 6월 27일)
- 일본 미야기현 다가조시(2005년 11월 21일)
- 대한민국 충청남도 부여군(1978년 4월 21일)

## 같이 보기
- 다자이후